# Paul Kummer
Paul Kummer (Zerbst, 22 agosto 1834 – Hann. Münden, 7 luglio 1912) è stato un micologo e insegnante tedesco.
Dal 1857 al 1863 svolse l'attività d'insegnante privato a Zerbst (Germania).

## Pubblicazioni

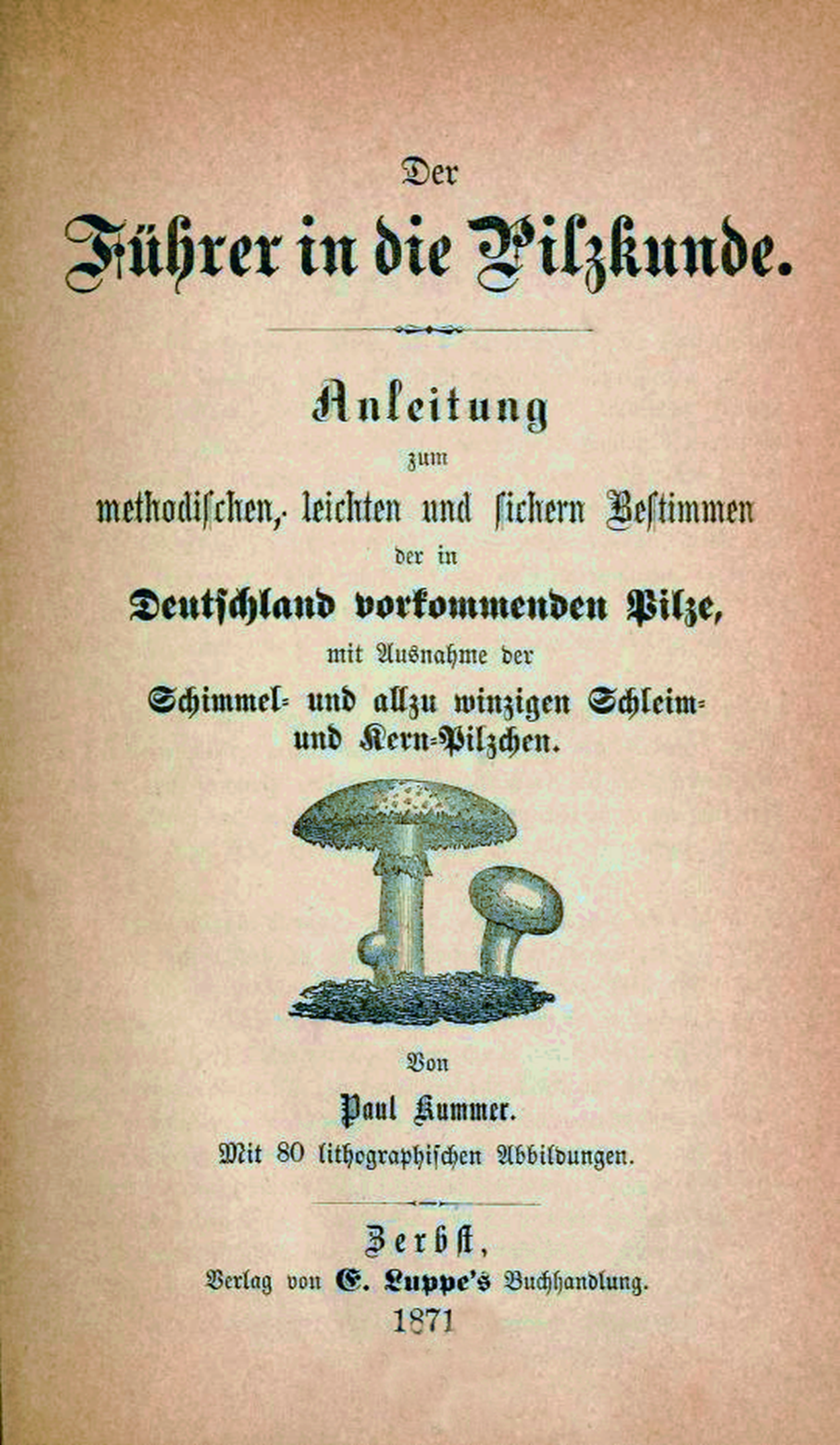

- Paul Kummer (1871) Der Führer in die Pilzkunde
- Paul Kummer (1874) Der Führer in die Flechtenkunde
- Paul Kummer (1880) Praktisches Pilzbuch für jedermann
- Paul Kummer (1881 - 1884) Der Führer in die Pilzkunde